# Whitney (album)
Whitney è il secondo album della cantante statunitense Whitney Houston, pubblicato nel 1987. Ha replicato il successo del precedente album di debutto, vendendo oltre 25 milioni di copie in tutto il mondo. In America è stato certificato disco di diamante, per vendite di oltre 10 milioni di copie. È uno dei pochi album stranieri che hanno superato il milione di copie vendute in Italia. Whitney è rimasto nove settimane non consecutive in vetta alla classifica italiana album. È il primo album di un'artista femminile a debuttare in vetta alla Billboard 200.

## Descrizione
Questo secondo album della Houston ha un sapore più pop rispetto al precedente. Narada Michael Walden, già produttore del tormentone How Will I Know contenuto nel primo disco della cantante, produsse sette brani degli undici brani di Whitney, tre dei quali raggiunsero la posizione numero 1 della Billboard Hot 100 negli States tra il 1987 e il 1988. Kashif, il produttore di You Give Good Love, lavorò alla canzone Where You Are. Michael Masser, che aveva prodotto molti brani per il primo album di Whitney, lavorò alla hit numero 1 Didn't We Almost Have It All e alla canzone You're Still My Man. Questa canzone era stata incisa per il primo album, ma fu scartata perché Clive Davis l'aveva definita troppo "poppettara". Jellybean Benitez produsse Love Will Save the Day.

## Accoglienza
| Recensione           | Giudizio   |
| -------------------- | ---------- |
| The Associated Press | (vario)    |
| AllMusic             | [ 21 ]     |
| Robert Christgau     | C+         |
| Los Angeles Times    | (vario)    |
| The New York Times   | (negativo) |
| Rolling Stone        | (vario)    |
| Q                    | [ 26 ]     |

Al momento della sua pubblicazione, Whitney non incontrò l'assenso unanime della critica. Pur ammettendone il valore commerciali, molte recensioni criticarono le scelte commerciali dietro all'album, che seguivano le logiche del precedente a scapito dell'individualità di Whitney Houston. Jon Pareles del The New York Times scrisse: "Whitney va molto sul sicuro. Tre dei produttori del primo album sono ancora qui. [...] Ci sono canzoni vivaci e ritmate per gli adolescenti [...] e pezzi lenti per adulti romantici, come nel disco precedente. Perfino il titolo del disco si adatta agli standard della Arista Records di utilizzare il solo nome proprio della cantante — Dionne, Aretha, Carly". Criticò l'interpretazione canora della star scrivendo: "Più grave è che nei due anni che separano questo album da Whitney Houston l'espressività della cantante non è molto migliorata. In troppe canzoni itera il primo album [...] come cantando in una lingua straniera. [...] Pur con quei testi passionali, miss Houston e suoi i produttori hanno tenuto al guinzaglio le emozioni."
Vince Aletti di Rolling Stone commentò: "Gli schemi tattici sono più rigorosi di prima, e le vedute talmente ristrette che sembra che il potenziale della Houston si sia ristretto anziché espanso", definendo il disco "auto-compiaciuto, trattenuto e esageratamente modesto" ed etichettando il singolo I Wanna Dance with Somebody (Who Loves Me) "How Will I Know II". Robert Hilburn scrisse sul Los Angeles Times che l'album era un "altro successone commerciale [...] una serie di canzoni estremamente accessibili che coprono vari gusti radiofonici", ma aggiunse che Whitney non conferiva personalità della cantante e alla sua voce sensazionale. Dolores Barclay dell'Associated Press lodò la voce della cantante: "Whitney Houston ha uno strumento fantastico e lo sa usare. La sua voce ci trasporta in luoghi a noi noti, in luoghi che forse vorremmo dimenticare e in luoghi che sogniamo", ma aggiunse "pur senza profondità o troppo coinvolgimento. Questa talentuosissima forgiatrice di canzoni e vincitrice di Grammy non vuole correre rischi o osare anche solo un pochettino." Il St. Petersburg Times scrisse: "[Whitney] è innanzitutto un prodotto, progettato, realizzato e impacchettato meticolosamente, e come tale è facile sparlarne. Ma per essere un prodotto è di buona qualità.[...] La voce della Houston è veramente fantastica. [...] Più sicura e più precisa. [...] Oltre ad acuti cristallini, la Houston ruggisce a raspa cambiando timbro e fraseggio all'occorrenza".

## Tracce
1. I Wanna Dance with Somebody (Who Loves Me) – 4:51 (George Merrill, Shannon Rubicam)
2. Just the Lonely Talking Again – 5:32 (Sam Dees)
3. Love Will Save the Day – 5:21 (Toni Colandreo)
4. Didn't We Almost Have It All – 5:05 (Michael Masser, Will Jennings)
5. So Emotional – 4:36 (Billy Steinberg, Tom Kelly)
6. Where You Are – 4:10 (LeMel Humes, James Calabrese, Dyan Humes)
7. Love Is a Contact Sport – 4:19 (Preston Glass)
8. You're Still My Man – 4:16 (Gerry Goffin, Michael Masser)
9. For the Love of You – 5:31 (Ernie Isley, Marvin Isley, Rudolph Isley, O'Kelly Isley, Ronald Isley, Chris Jasper)
10. Where Do Broken Hearts Go – 4:37 (Frank Wildhorn, Chuck Jackson)
11. I Know Him So Well – 4:30 (Tim Rice, Björn Ulvaeus, Benny Andersson)